# Tommaso Dal Molin
Tommaso Dal Molin (Molino di Altissimo, 3 gennaio 1902 – Lago di Garda, 18 gennaio 1930) è stato un militare e aviatore italiano, che fu maresciallo pilota della Regia Aeronautica ed assegnato al Reparto Alta Velocità di Desenzano del Garda. Rimase ucciso durante il collaudo di un nuovo tipo di idrocorsa. Il suo corpo fu successivamente recuperato dal palombaro dell'Artiglio Alberto Bargellini, appositamente mandato, insieme con altri, a tale scopo, da una profondità di 90 m fuori dalla carlinga dell'aereo.

## Biografia

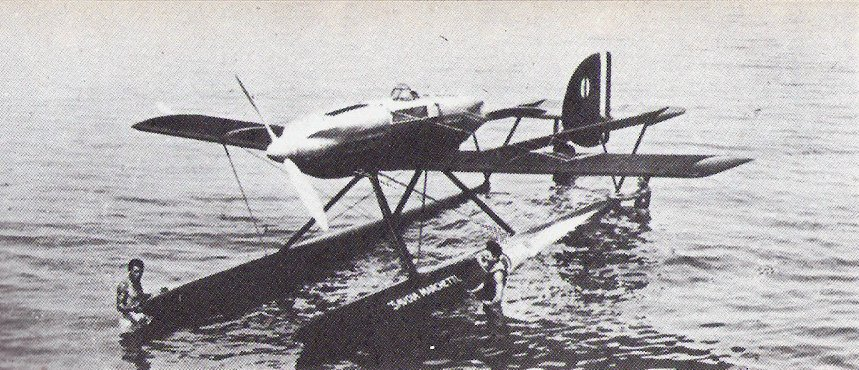
Il Savoia-Marchetti S.65.

Tomaso, italianizzato in Tommaso, nacque a Molino di Altissimo, frazione del comune di Altissimo, il 13 gennaio 1902, figlio  di Gaetano e Virginia Peroni. Si trasferisce, con la famiglia, dopo pochi anni a Chiampo in via Bonifacio Biolo, dove diviene membro dell'Azione Cattolica della Pieve di Chiampo.
Dopo aver lavorato alle Officine Pellizzari di Arzignano, decide di arruolarsi nella Regia Aeronautica come aviere di leva nel 1922, assegnato al ITT Raggruppamento Aeroplani da caccia e il 13 ottobre dello stesso anno riesce ad ottenere il brevetto di pilota.
La sua predisposizione e la sua abilità dimostrata in servizio nelle varie Squadriglie da caccia della Regia Aeronautica sia in addestramento che come pilota acrobatico gli permette di essere scelto per rappresentare l'Italia nelle gare internazionali d'acrobazia tra le quali le gare internazionali di Zurigo ove si distinse in maniera particolare.
Nel maggio 1928 Dal Molin entra nella Scuola del Reparto Alta Velocità di Desenzano del Garda, al comando del tenente colonnello Mario Bernasconi, ed inizia la preparazione specifica per la partecipazione alla Coppa Schneider.
Partecipa quindi all'edizione del 1929 del Trofeo che in quell'anno si disputò tra il 6 e 7 settembre sul circuito aereo a Calshot, sull'Isola di Man. Benché la superiorità dei due Supermarine S.6 risultasse palese, riesce ad arrivare secondo, dietro all'S.6 pilotato dall'ufficiale Richard Waghorn, ai comandi del suo idrocorsa Macchi M.52R, impresa che lo vedrà insignito della medaglia d'argento al valore aeronautico.
Rimase vittima di un incidente mortale il 18 gennaio 1930, sul lago di Garda, ai comandi dell'idrocorsa Savoia-Marchetti S.65 mentre svolgeva i test di volo del nuovo modello. Le fasi di recupero della salma vennero seguite dal suo amico Arturo Ferrarin che si trovava a bordo di una barca. Dopo la sua morte furono celebrati tre funerali solenni, uno a Desenzano, alla presenza di Gabriele D'Annunzio, uno nel tempio di San Lorenzo a Vicenza ed uno a Chiampo.

### Riconoscimenti
A Dal Molin è intitolato un museo a Vicenza, sito nelle vicinanze delle strutture dello smantellato aeroporto di Vicenza. Una via di Chiampo, una di Arzignano e una di Desenzano del Garda portano il suo nome, così come lo stadio di Arzignano e di Desenzano del Garda e le scuole elementari di Chiampo e quelle di Molino di Altissimo.

### Annotazioni
1. ↑  Era il primo di sei fratelli, Bruno, Giuseppe, Afra, Maria e Germana.
2. ↑  Il grande aviatore francese Joseph Sadi-Lecointe ebbe a dire, in questa occasione, che Dal Molin era stato di gran lunga il migliore pilota di questa edizione.

### Fonti
1. 1 2 3 4 5  Mancini 1936, p. 216.
2. ↑  Fondazione Artiglio.
3. ↑  Centro Culturale Molino.
4. ↑   Tommaso Dal Molin (1902-1930), in Comune di Chiampo, http://www.comune.chiampo.vi.it/, 19 ottobre 2006. URL consultato il 25 aprile 2009 (archiviato dall'url originale il 29 ottobre 2008).
5. 1 2 3 4  Il Giornale di Vicenza.
6. ↑  Fradeani 1976, p. 1932.